# Trębaczew (gromada)
Trębaczew – dawna gromada, czyli najmniejsza jednostka podziału terytorialnego Polskiej Rzeczypospolitej Ludowej w latach 1954–1972.
Gromady, z gromadzkimi radami narodowymi (GRN) jako organami władzy najniższego stopnia na wsi, funkcjonowały od reformy reorganizującej administrację wiejską przeprowadzonej jesienią 1954 do momentu ich zniesienia z dniem 1 stycznia 1973, tym samym wypierając organizację gminną w latach 1954–1972.
Gromadę Trębaczew siedzibą GRN w Trębaczewie utworzono – jako jedną z 8759 gromad na obszarze Polski – w powiecie wieluńskim w woj. łódzkim, na mocy uchwały nr 40/54 WRN w Łodzi z dnia 4 października 1954. W skład jednostki weszły obszary dotychczasowych gromad Trębaczew, Sadowiec-Wieś, Sadowiec-Wrzosy, Wydrzynów, Niwiska Dolne, Niwiska Górne, Łazy-Grądy i Sadowiec-Pieńki ze zniesionej gminy Działoszyn w tymże powiecie. Dla gromady ustalono 27 członków gromadzkiej rady narodowej.
1 stycznia 1956 gromada weszła w skład nowo utworzonego powiatu pajęczańskiego w tymże województwie.
31 grudnia 1961 do gromady Trębaczew przyłączono wieś Dylów, parcelę i wieś Dylów Szlachecki, kolonię Podgórze i parcelę Zygmuntów ze zniesionej gromady Pajęczno.
Gromada przetrwała do końca 1972 roku, czyli do kolejnej reformy gminnej.